# Elsa Ridderstedt
Elsa Ridderstedt, född 30 juni 1988, är en svensk inredare och operasångerska.

## Karriär och roller
Elsa Ridderstedt är utbildad vid Operastudio 67 och Operahögskolan i Stockholm, där hon avlade examen 2016, samt vid Inredningsskolan Wittstock där hon certifierades 2023.[källa behövs]
Bland hennes roller som operasångerska kan nämnas Mimi i La Bohème, Marzelline i Fidelio, Dorella i Kärleksförbudet, Donna Elvira i Don Giovanni samt Blonde i Enleveringen ur Seraljen. Hon gjorde också rollen som Madame Firmin i den svenska uppsättningen av The Phantom of the Opera, som spelades från den 14 september 2016 till den 14 maj 2017 på Cirkus, Stockholm.